# Pleomassariaceae
Pleomassariaceae es una familia de hongos en el orden Pleosporales. Los taxones tienen una distribución amplia en regiones templadas y tropicales.